# Malaria Control
O Malaria Control iniciou suas atividades em 8 de novembro de 2005. O objetivo desse projeto é simular modelos de transmissão e os efeitos da malária, na África. Os resultados serão usados para determinar estratégias de combate ao mosquito, quimioterapias e vacinas atualmente em fase de desenvolvimento ou de testes. A malária também é comum no Brasil.
O projeto é mantido pelo Swiss Tropical Institute, Universidade de Genebra, e outras universidades na África, que prevê atingir seus objetivos em poucos meses analisando um volume de dados que tomaria mais de 40 anos de processamento, caso fosse feito pelos meios tradicionais.